# Parfait

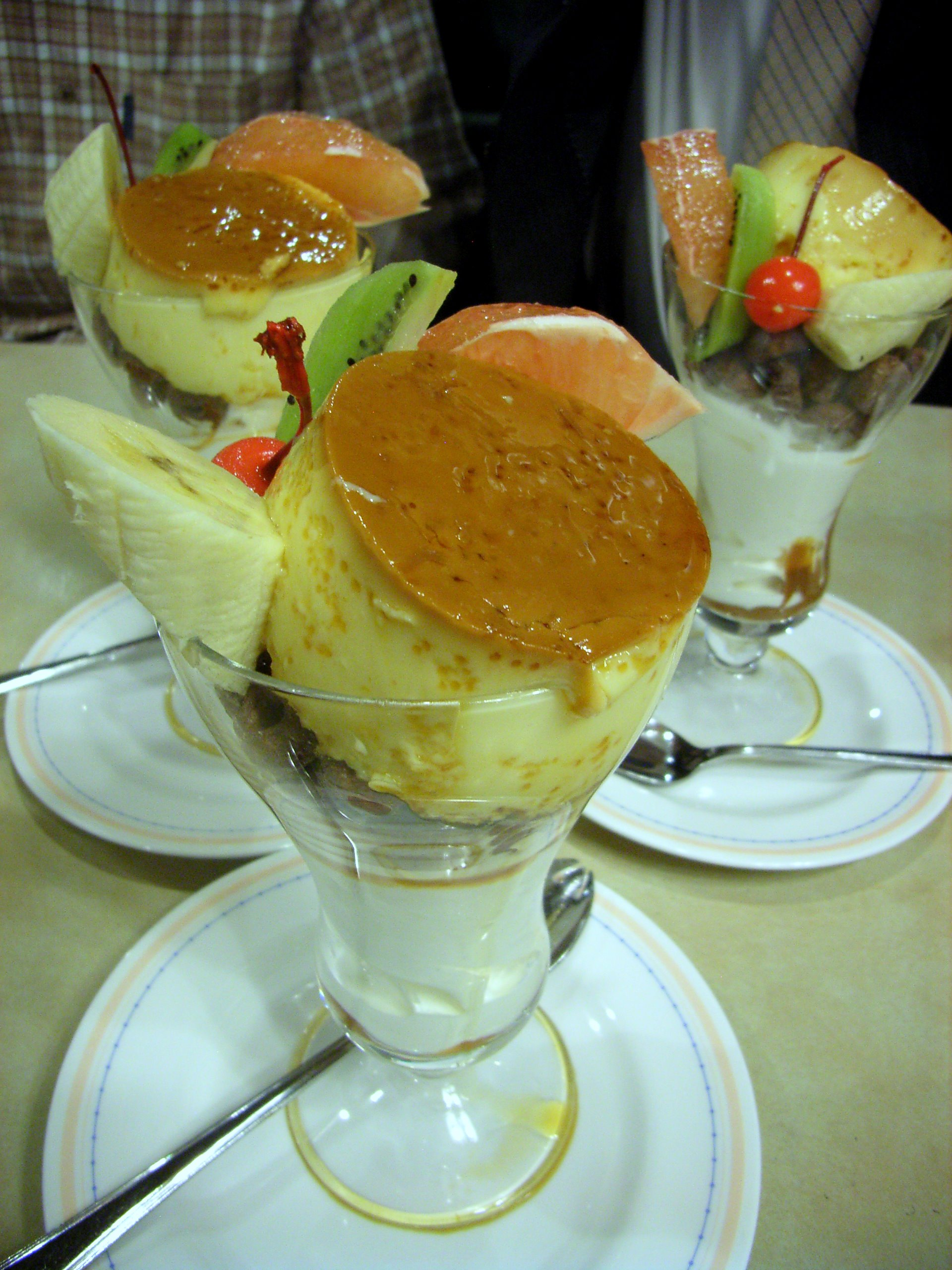
Flam parfaits.

Parfait (pronunciat AFI: [paʁ'fɛ]) és un mot francès que significa literalment "perfecte" i denomina una classe de darreries gelades inventades el 1894. Les postres són similars a la bomba gelada i sovint s'elabora en el mateix motlle. En la gastronomia nord-americana s'entén com una combinació de fruites i gelat que se sol servir en gots allargats i generalment disposada en capes clarament visibles.
El típic parfait està fet d'una base de pâte à bombe (preparació francesa consistent en rovells d'ou més almívar a 121 °C) i crema batuda a 3/4. Es pot saboritzar amb licors, cafè, xocolata, praliné, etc. La utilització de gelatina és opcional, i generalment s'evita. Si decideix d'usar-se la proporció és de l'1 %.
La versió nord-americana té crema batuda, gelat, pot portar gelatina, granola, nous, fruita fresca o de conserva i licor.